# Maïa Jusanova
 (mai 2021).
Si vous disposez d'ouvrages ou d'articles de référence ou si vous connaissez des sites web de qualité traitant du thème abordé ici, merci de compléter l'article en donnant les références utiles à sa vérifiabilité et en les liant à la section « Notes et références ».
Maïa Jusanova (née Raymonde Marie Louise Marguerite Juzanx à Avignon le 24 novembre 1926) est une soliste de La Scala de Milan jusqu'en 1949, puis danseuse vedette dans la revue de Walter Chiari en Italie jusqu'en 1952.
À son retour en France, elle sera danseuse étoile au Châtelet pour l'opérette Valses de Vienne jusqu'en 1954, puis dans la compagnie des ballets Avila pour la SBM de Monaco durant la saison d'été 1955. L'année suivante, elle sera de nouveau danseuse étoile dans l'opéra de Marcel Landowski Le Rire de Nils Halérius au théâtre des Champs-Élysées, sous la haute présidence de Madame la générale Leclerc. Elle enchaînera ensuite une série de galas à la salle Pleyel et au palais de Chaillot pour les Jeunesses musicales de France. S'ensuivra un contrat de danseuse vedette, aux Folies Bergère, ponctué par un accident du travail qui mettra un terme à sa carrière.

## Filmographie
- 1952 : Le Plaisir de Max Ophüls (dans le sketch La Maison Tellier)
- 1954 : Crainquebille de Ralph Habib
- 1955 : French Cancan de Jean Renoir
- 1956 : Marie-Antoinette reine de France de Jean Delannoy
- 1956 : Totò, Peppino e... la malafemmina de Camillo Mastrocinque : Miss Angoscia
- 1957 : L'Irrésistible Catherine d'André Pergament
- 1957 : L'amour descend du ciel de Maurice Cam